# Grand-Fougeray
Grand-Fougeray é uma comuna francesa na região administrativa da Bretanha, no departamento Ille-et-Vilaine. Estende-se por uma área de 55,42 km². Em 2010 a comuna tinha 2 474 habitantes (densidade: 44,6 hab./km²).